# Bruno Brockhoff
Bruno Brockhoff (* 13. Oktober 1903 in Bielefeld, Provinz Westfalen; † 1. September 1949 in Neuruppin) war ein deutscher SED-Funktionär und Abgeordneter des Landtags Brandenburg.

## Leben
Nach Besuch der Volks- und Fortbildungsschule arbeitete Brockhoff als Bauarbeiter und Kraftfahrer. 1921 trat er der USPD bei. 1924 schloss er sich der SPD an, die er jedoch 1932 wieder verließ. Seit 1933 war er Mitglied der KPD. 
Nach der Machtergreifung durch die Nationalsozialisten beteiligte er sich am Widerstand und wurde im November 1933 verhaftet und 1934 zu 1 Jahr und 8 Monaten Gefängnis verurteilt. Nach Verbüßung der Strafe kam er bis 1936 in ein Konzentrationslager. Während des Zweiten Weltkriegs wurde er zur Wehrmacht eingezogen. Im August 1942 lief er zusammen mit 35 anderen zur Roten Armee über. In der sowjetischen Kriegsgefangenschaft besuchte er von 1943 bis 1944 mehrere antifaschistische Lehrgänge in der UdSSR und absolvierte die Schule Nr. 12 in Schodna.
1945 kehrte er in die SBZ zurück und wurde Mitglied des KPD-Landesvorstandes Brandenburg sowie dort Sekretär für Agitation und Propaganda. Er war maßgeblich am Aufbau der Landesparteischule in Schmerwitz beteiligt. Brockhoff nahm am gemeinsamen Parteitag der Brandenburger SPD und KPD am 7. April 1946 in Potsdam teil und wurde in den engeren Vorstand gewählt und dort zusammen mit Karl Gadow Sekretär für Werbung und Schulung sowie für Jugendfragen. Am 21./22. April 1946 nahm er als Delegierter in Berlin am Vereinigungsparteitag von SPD und KPD zur SED teil.
Von 1946 bis 1949 war er Abgeordneter des Brandenburger Landtages und von 1946 bis 1947 Mitglied des Rechts- und Verfassungsausschusses, ab Juni 1949 Vorsitzender des Ausschusses für Kultur und Volksbildung ebendort. 
Brockhoff war zuletzt Mitglied des Landesvorstandes Brandenburg der SED und Leiter der Abteilung Parteischulung, Kultur und Erziehung. Er erlag im Alter von 45 Jahren am 1. September 1949 während einer Kundgebung in Neuruppin einem Herzinfarkt.

## Ehrungen
- In Neuruppin ist eine Straße nach ihm benannt.